# Monitor d'ordinador

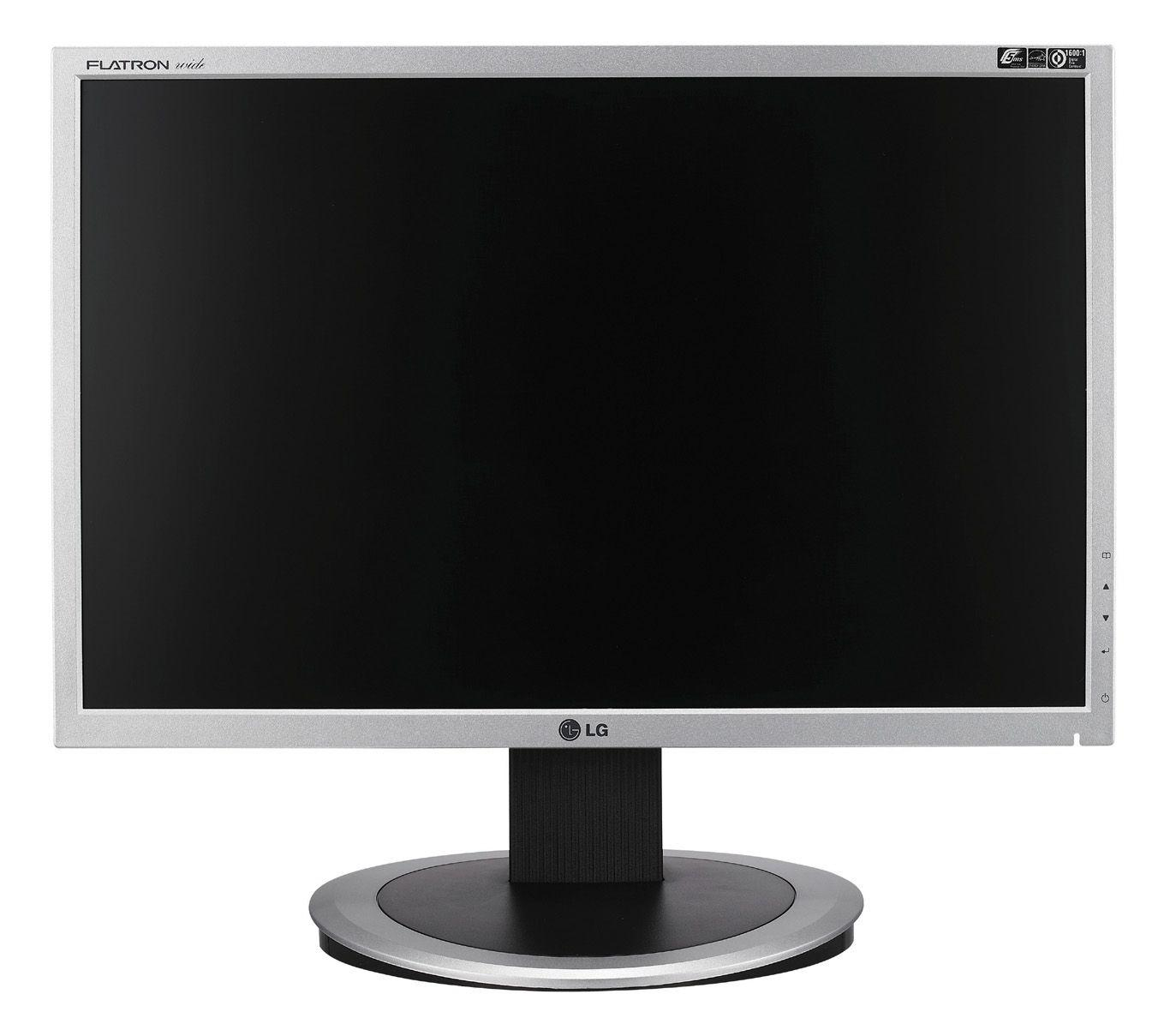
Una monitor pla tipus TFT de 19 polzades.

En informàtica, una pantalla o monitor d'ordinador és un perifèric de l'ordinador, consistent en una pantalla que mostra l'activitat que duu a terme la computadora a la que està connectada. Habitualment, s'utilitza per visualitzar el procés d'introducció de dades a través del ratolí o del teclat i el processament que en fa l'ordinador, segons les pautes marcades pel sistema operatiu i els programes que hi hagi instal·lats. La tecnologia usada per a fabricar monitors evoluciona constantment. Els primers eren monocroms, i després es fabricaren amb pantalla de color, utilitzant la tecnologia CRT. A més, van créixer en mida de pantalla mentre reduïen la curvatura d'aquesta. Actualment s'estan imposant els monitors plans, amb tecnologia TFT, que pesen menys i ocupen menys espai. Els monitors d'ordinador moderns són fàcilment intercanviables amb televisors convencionals i viceversa. Tanmateix, com que molts monitors d'ordinador no inclouen altaveus integrats ni sintonitzadors de TV (com ara adaptadors de televisió digital), és possible que no sigui possible utilitzar un monitor d'ordinador com a televisor sense components externs.

## Història
Els primers ordinadors es comunicaven amb l'operador mitjançant unes petites llums, que s'encenien o s'apagaven en accedir a determinades posicions de memòria o executar certes instruccions.
Anys més tard van aparèixer ordinadors que funcionaven amb targeta perforada, que permetien introduir programes a l'ordinador.
Durant els anys 50, la forma més comuna d'interactuar amb un ordinador era mitjançant un teletip, que s'hi connectava directament i imprimia totes les dades d'una sessió informàtica. Va ser la forma més barata de visualitzar els resultats fins a la dècada dels 70, quan van començar a aparèixer els primers monitors de CRT (tub de raigs catòdics). Seguien l'estàndard MDA (Monochrome Display Adapter), i eren monitors monocromàtics (d'un sol color) d'IBM.
Estaven expressament dissenyats per a mostrar text i suportaven subratllat, negreta, cursiva, normal i invisibilitat per a textos.
Poc després i en el mateix any van sortir els monitors CGA (Color Graphics Adapter, «gràfics adaptats en color»), que van ser comercialitzats en 1981 en desenvolupar-se la primera targeta gràfica a partir de l'estàndard CGA d'IBM. En comercialitzar-se alhora que els MDA els usuaris de PC optaven per comprar el monitor monocromàtic pel seu cost.
Tres anys més tard va sorgir el monitor EGA (Enhanced Graphics Adapter, «adaptador de gràfics millorats») estàndard desenvolupat per IBM per a la visualització de gràfics, aquest monitor aportava més colors (16) i una major resolució.
En 1987 va sorgir l'estàndard VGA (Video Graphics Array, «Matriu gràfica de video») va ser un estàndard molt acollit i dos anys més tard es va millorar i es va redissenyar per solucionar certs problemes que van sorgir, desenvolupant així SVGA (Super VGA), que també augmentava colors i resolucions, per a aquest nou estàndard es van desenvolupar targetes gràfiques de fabricants fins al dia d'avui coneguts com S3 Graphics, NVIDIA o ATI entre d'altres.

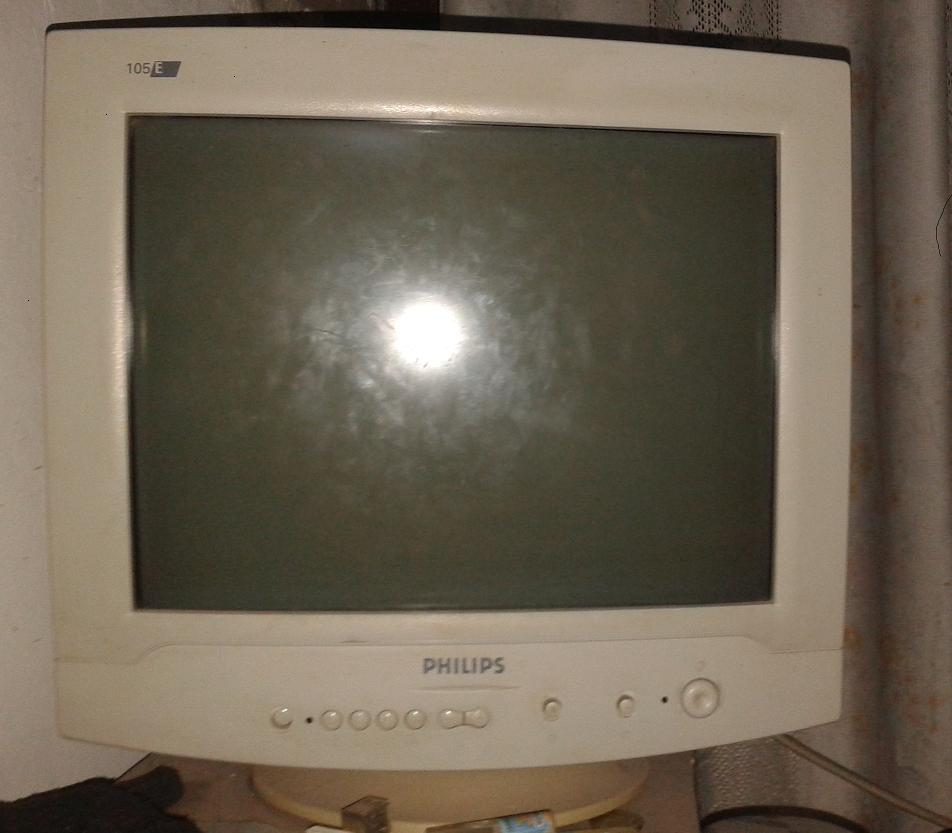
Monitor Philips.

Amb aquest últim estàndard van sorgir els monitors CRT que fins no fa gaire seguien estant en la majoria de llars on hi havia un ordinador.

## Mesures de rendiment
El rendiment d'un monitor se sol mesurar fixant-se en aquestes característiques:
Angle de visió
És l'angle màxim en què les imatges es poden veure de forma òptima en els monitors.
Contrast
És la diferència entre la lluminositat del color més clar i el més fosc que és capaç de reproduir el monitor (blanc i negre)
Consum elèctric
Es mesura en watts.
Dot pitch (distància entre punts)
Distància entre els subpíxels del mateix color.
Lluminositat
Es mesura en candeles per metre quadrat (cd/m²).
Mida de la imatge visualitzable
És mesurada diagonalment, per als CRT sol ser uns 25 mm menor que la mida del mateix tub.
Proporció d'aspecte
És la proporció entre l'alçada i l'amplada de la pantalla. Així, per exemple, amb una proporció 3:4 un monitor amb 1024 píxels d'amplada tindrà una altura de 768 píxels, mentre que amb un monitor panoràmic 16:9 tindrà una altura de 576 píxels.
Resolució
És el nombre de píxels diferents existents en cada dimensió, per exemple 1280x800 píxels.
Temps de refresc
Nombre de vegades per segon que una pantalla és il·luminada.
Temps de resposta
És mesurat en mil·lisegons i en relació amb el temps de refresc. És el temps que tarda un píxel a activar-se, passar a inactiu i tornar a activar-se.

### Mida de la pantalla
La mida d'una pantalla aproximadament rectangular es dona com la distància entre els seus extrems més allunyats, és a dir la diagonal del rectangle. Això és problemàtic, ja que no té en compte la proporció de la pantalla així doncs una pantalla de 21 polzades panoràmica (per exemple amb una proporció 16:9) és menys alta i té menys àrea que una pantalla tradicional amb proporció 4:3.
Les mesures de grandària de pantalla són diferents quan es parla de monitors CRT i monitors LCD.
- Per a monitors CRT la mesura en polzades de la pantalla pren com a referència els extrems del monitor tenint en compte la vora, mentre que l'àrea visible és més petita.[20][21]
- Per a monitors LCD la mesura de grandària de pantalla es fa de punta a punta de la pantalla sense comptar amb les vores.

Les grandàries comunes de pantalla solen ser de 15, 17, 19, 21 polzades. La correspondència entre les polzades de CRT i LCD quant a zona visible es refereix, sol ser d'una escala inferior pels CRT, és a dir una pantalla LCD de 17 polzades equival en zona visible a una pantalla de 19 polzades del monitor CRT (aproximadament).

### Resolució màxima

Comparació de resolucions de vídeo.

És el nombre màxim de píxels que poden ser mostrats en cada dimensió, és representada en files per columnes. Està relacionada amb la grandària de la pantalla i la proporció.
Els monitors LCD solament tenen una resolució nativa possible, per la qual cosa si es fan treballar a una resolució diferent, s'escalarà a la resolució nativa, la qual cosa sol produir artefactes en la imatge.
Les resolucions més usades són:
| Estàndard | Nom                               | Ample     | Escala      | Píxels | % d'usuaris de Steam |
| --------- | --------------------------------- | --------- | ----------- | ------ | -------------------- |
| Full HD   | HDTV                              | 1920×1080 | 16:9        | 2 M    | 66,50%               |
| QHD       | Wide Quad HD                      | 2560×1440 | 16:9        | 3'6 M  | 8,71%                |
| WXGA      | Wide eXtended Graphics Array      | 1366×768  | aprox. 16:9 | 1049 K | 7,34%                |
| WXGA+     | Wide eXtended Graphics Array Plus | 1440×900  | 16:10       | 1'2 M  | 2,52%                |
| 4K UHDV   | Ultra High Definition VIdeo       | 3840×2160 | 16:9        | 8'3 M  | 2,39%                |
| HD+       | HD Plus                           | 1600×900  | 16:9        | 1' M   | 1,91%                |

### Colors

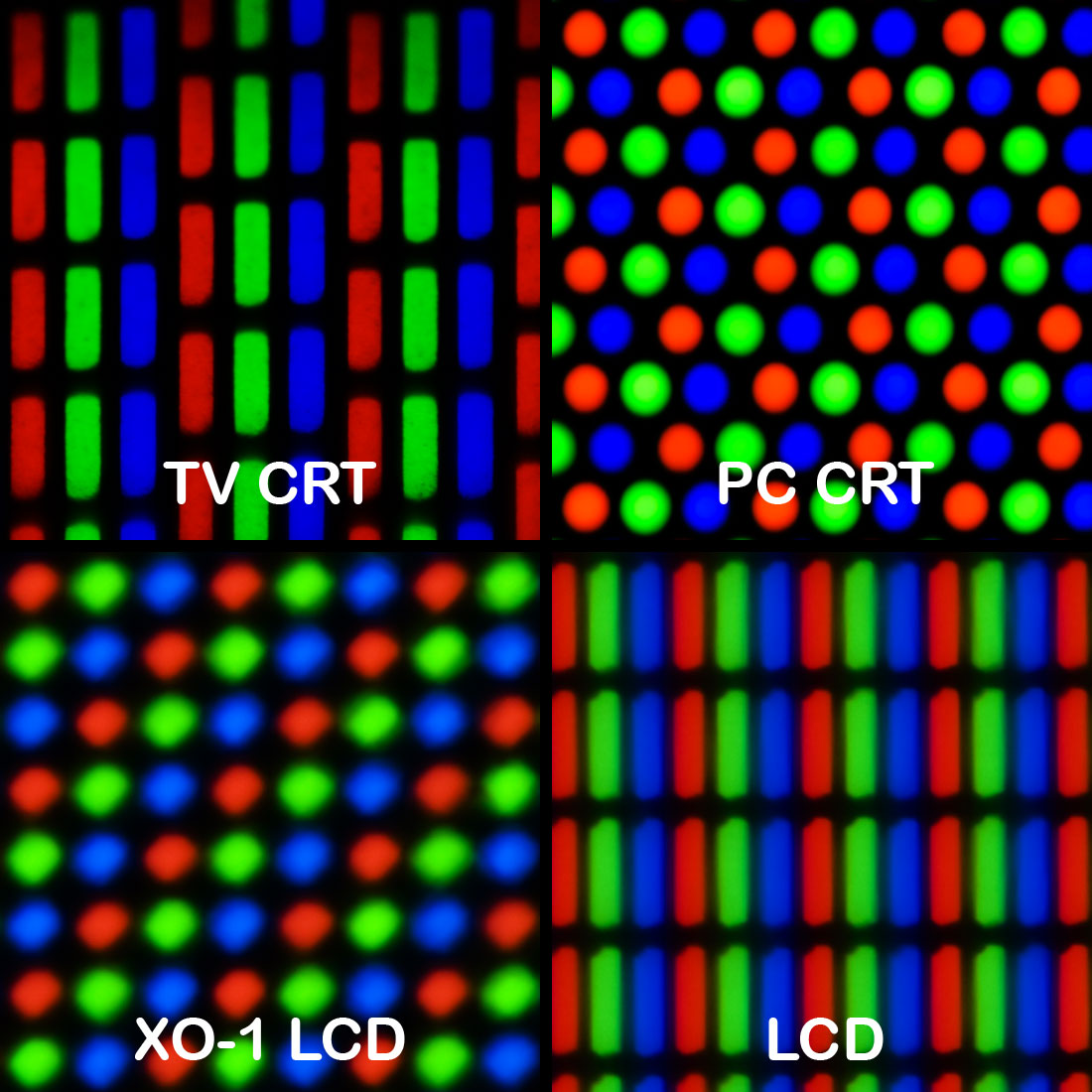
Geometria dels píxels.

Cada píxel de la pantalla té interiorment 3 subpíxels, un de vermell, un de verd i un altre blava; depenent de la lluentor de cadascun dels subpíxels, el píxel adquireix un color o un altre de forma semblant a la composició de colors RGB.
La manera d'organitzar els subpíxels d'un monitor varia entre els dispositius. Se solen organitzar en línies verticals, encara que alguns CRT els organitzen en punts formant triangles. Per millorar la sensació de moviment, és millor organitzar-los en diagonal o en triangles.
El coneixement del tipus d'organització de píxels pot ser utilitzat per millorar la visualització d'imatges de mapes de bit usant renderitzat de subpíxels.
La major part dels monitors tenen una profunditat 8 bits per color (24 bits en total), és a dir, poden representar aproximadament 16,8 milions de colors diferents.

## Tipus de monitors
En termes de maquinari, un monitor és un perifèric que mostra la informació de forma gràfica d'una computadora. Els monitors es connecten a la computadora a través d'una targeta gràfica (o adaptador o targeta de vídeo).
- Un monitor pot classificar-se, segons la tecnologia emprada per formar les imatges en: 
  - Tub de raigs catòdics o CRT (Cathode Ray Tube)
  - Pantalla de cristall líquid o LCD (Liquid Crystal Display)
  - Pantalla de plasma o PDP (Plasma Display Panel)
  - TFT LCD (Thin Film Transistor: transistor de pel·lícules fines)
  - Pantalla LED (Light Emitting Diode: díode emissor de llum)
    - OLED (Organic Light-Emitting Diode: díode orgànic d'emissió de llum)
    - AMOLED (Active Matrix OLED: OLED de matriu activa)
    - Super AMOLED (Super Active Matrix Organic Light-Emitting Diode: Súper AMOLED)

- Segons l'estàndard (?), un monitor pot classificar-se en: Monitor numèric, MDA, CGA, EGA, analògic, VGA, SVGA, entre uns altres.

- Quant als colors que usen els monitors poden ser:
  - Monitor monocromàtic
  - Monitor policromàtic.

- Quant a si és solament un Perifèric de sortida (S) o Perifèric d'entrada/sortida (E/S):
  - Monitor no tàctil: S
  - Pantalla tàctil (touch screen): E/S
  - Multitàctil (multitouch): E/S

- I, finalment, es poden classificar en funció de la forma de la pantalla:
  - Pantalla plana: La pantalla no presenta corbes
  - Pantalla corba: La pantalla està lleugerament corbada per donar una sensació d'immersió més gran